# Tsgabu Grmay
Tsgabu Gebremaryan Grmay (Mek'ele, 25 augustus 1991) is een Ethiopisch voormalig wielrenner. Hij was eerste profwielrenner uit Ethiopië en de eerste Ethiopische deelnemer aan de drie grote rondes. 
In 2016 nam Grmay deel aan de wegwedstrijd op de Olympische Spelen in Rio de Janeiro, maar reed deze niet uit.
Aan het eind van 2023 kondigde Grmay zijn afscheid als wielrenner aan. Later maakte hij bekend na de Ronde van Rwanda in 2024 te stoppen.

## Belangrijkste overwinningen
2013
5e etappe Ronde van Taiwan
 Ethiopisch kampioen tijdrijden, Elite
 Ethiopisch kampioen op de weg, Elite
2014
 Ethiopisch kampioen tijdrijden, Elite
 Ethiopisch kampioen op de weg, Elite
2015
 Afrikaans kampioen tijdrijden, Elite
 Ethiopisch kampioen tijdrijden, Elite
 Ethiopisch kampioen op de weg, Elite
2017
 Ethiopisch kampioen tijdrijden, Elite
2018
 Ethiopisch kampioen tijdrijden, Elite
2019
 Ethiopisch kampioen tijdrijden, Elite
2023
 Ethiopisch kampioen tijdrijden, Elite

## Resultaten in voornaamste wedstrijden
| Jaar | Ronde van Italië | Ronde van Frankrijk | Ronde van Spanje |
| ---- | ---------------- | ------------------- | ---------------- |
| 2013 |                  |                     |                  |
| 2014 |                  |                     |                  |
| 2015 | 91e              |                     | 125e             |
| 2016 |                  | 92e                 | 62e              |
| 2017 |                  | 73e                 |                  |
| 2018 |                  | opgave              |                  |
| 2019 |                  |                     | 62e              |
| 2020 |                  |                     | 54e              |
| 2021 |                  |                     |                  |
| 2022 |                  |                     |                  |
| 2023 |                  |                     |                  |

| Jaar | Amstel Gold Race | Luik-Bast.‑Luik | Ronde van Lombardije | Waalse Pijl |  | WK op de weg |  | Wereldranglijsten |
| ---- | ---------------- | --------------- | -------------------- | ----------- |  | ------------ |  | ----------------- |
| 2013 |                  |                 | opgave               |             |  |              |  |                   |
| 2014 |                  |                 |                      |             |  |              |  |                   |
| 2015 |                  |                 |                      |             |  |              |  |                   |
| 2016 |                  |                 |                      |             |  |              |  |                   |
| 2017 |                  | 130e            |                      | 131e        |  |              |  | 208e (UWT)        |
| 2018 | 23e              | 55e             |                      | 39e         |  | opgave       |  |                   |
| 2019 |                  |                 | opgave               | opgave      |  |              |  |                   |
| 2020 |                  | 120e            | 82e                  | 119e        |  |              |  |                   |
| 2021 |                  |                 |                      | 93e         |  |              |  |                   |
| 2022 |                  | 119e            | opgave               | 103e        |  |              |  |                   |
| 2023 |                  | 105e            |                      | 55e         |  |              |  |                   |

## Ploegen
- 2012 –  MTN-Qhubeka
- 2013 –  MTN-Qhubeka
- 2014 –  MTN-Qhubeka
- 2015 –  Lampre-Merida
- 2016 –  Lampre-Merida
- 2017 –  Bahrain-Merida
- 2018 –  Trek-Segafredo
- 2019 –  Mitchelton-Scott
- 2020 –  Mitchelton-Scott
- 2021 –  Team BikeExchange
- 2022 –  Team BikeExchange Jayco
- 2023 –  Team Jayco AlUla

Abraha · Beneke · Brown · Debesay · Grmay · J.Janse van Rensburg · R.Janse van Rensburg · Jim · Nel · Niyonshuti · Petrus · Potgieter · Russom · Tewelde · van Niekerk · Venter · Wesemann
Ciolek · Debesay · Grmay · Janse van Rensburg · Jim · Konovalovas · Meintjes · Niyonshuti · Pardilla · Potgieter · Reguigui · Reimer · Russom · Sbaragli · Stauff · Tewelde · Thomson · van Niekerk · Venter · Wesemann · van Zyl
Augustyn · Ciolek · Debesay · Dougall · Gerdemann · Grmay · Janse van Rensburg · Jim · Konovalovas · Kudus · Meintjes · Niyonshuti · Pardilla · Potgieter · Reguigui · Reimer · Russom · Sbaragli · Stauff · Teklehaimanot · Tewelde · Thomson · van Niekerk · Venter · Wesemann · van Zyl · Hník (stagiair)
Bonifazio · Bono · Cattaneo · Cimolai · Conti · M. Costa · R. Costa · Đurasek · Feng · Ferrari · Grmay · Kasjavy · Modolo · Mori · Niemiec · Oliviera · Pibernik · Plaza · Polanc · Pozzato · Richeze · Serpa · Ulissi · Valls · Xu · Ganna (stagiair) · Pacioni (stagiair) · Ravasi (stagiair)
Arashiro · Bono · Cattaneo · Cimolai · Conti · M. Costa · R. Costa · Đurasek · Feng · Ferrari · Grmay · Kasjavy · Kump · Meintjes · Modolo · Mohorič · Mori · Niemiec · Petilli · Pibernik · Polanc · Ulissi · Xu · Zurlo · Masnada (stagiair) · Ravasi (stagiair) · Troia (stagiair)
Agnoli · Arashiro · Boaro · Bole · Bonifazio · Božič · Brajkovič · Cink · Colbrelli · Feng · García · Gasparotto · Grmay · Haussler · Insausti · Izagirre · Moreno · Navardauskas · A. Nibali · V. Nibali · Novak · Pellizotti · Per · Pibernik · Siwtsow · Visconti · Wang · Garosio (stagiair) · Padoen (stagiair) · Toniatti (stagiair)
Alafaci · Beppu · Bernard · Brambilla · Brändle · Conci · Daniel · Degenkolb · Didier · Eg · Felline · Frame · Gogl · Grmay · Guerreiro · Irizar · de Kort · Mollema · Mullen · Nizzolo · Pantano · Pedersen · van Poppel · Rast · Reijnen · Skujiņš · Stetina · Stuyven
Affini · Albasini · Bauer · Bewley · Bookwalter · Chaves · Durbridge · Edmondson · Grmay · Haig · Hamilton · Hayman · Hepburn · Howson · Impey · Juul-Jensen · Meyer · Mezgec · Nieve · Schultz · Scotson · Smith · Stannard · Trentin  · A. Yates · S. Yates
Affini · Albasini · Bauer · Bewley · Bookwalter · Chaves · Durbridge · Edmondson · Grmay · Groves · Haig · Hamilton · Hepburn · Howson · Impey · Juul-Jensen · Konysjev · Meyer · Mezgec · Nieve · Peák · Schultz · Scotson · Smith · Stannard · A. Yates · S. Yates · Zejts
Bauer · Bewley · Bookwalter · Chaves · Colleoni · Durbridge · Edmondson · Grmay · Groves · Hamilton · Hepburn · Howson · Jansen · Juul-Jensen · Kangert · Konysjev · Matthews · Meyer · Mezgec · Nieve · Peák · Schultz · Scotson · Smith · Stannard · Yates · Zejts · Choon (stagiair) · O'Brien (stagiair)
Balmer · Bauer · Bewley · Colleoni · Craddock · Durbridge · Edmondson · Grmay · Groenewegen · Groves · Hamilton · Hepburn · Howson · Jansen · Juul-Jensen · Kangert · Konysjev  · Maas · Matthews · Meyer · Mezgec · O'Brien · Peña · Reinders (vanaf 23/8) · Schultz · Scotson · Smith · Sobrero · Stewart · Yates · Bogusławski (stagiair) · De Pretto (stagiair) · Foldager (stagiair)
Balmer · Berhe · Colleoni · Craddock · De Marchi · Dunbar · Durbridge · Engelhardt · Grmay · Groenewegen · Hamilton · Harper · Hepburn · Jansen · Juul-Jensen · Maas · Matthews · Mezgec · O'Brien · Peña · Porter · Pöstlberger · Quick · Reinders · Scotson · Sobrero · Stewart · Štybar · Yates · Zana · Jørgensen (stagiair) · McKenzie (stagiair)